# 다그마 루르츠
다그마 루르츠(독일어: Dagmar Lurz, 1959년 1월 18일 ~ )는 독일의 전직 피겨 스케이팅 선수이다. 그녀는 1980년 올림픽에서 동메달을 획득했고, 1980년 세계 선수권 대회에서 은메달을 획득했다.

## 개인 생활
다그마 루르츠는 1959년 1월 18일에 서독 도르트문트에서 태어났다. 그녀는 쾰른의 대학교에서 의학을 연구했다.

## 선수 경력
루르츠는 그녀의 코치 에리히 젤러의 지도하에 오버스트도르프에서 훈련했다. 그녀의 주요 국제대회 라이벌은 아네트 푀치, 린다 프랜티아니 또는 와타나베 에미였다.